# Pampa Chica
Pampa Chica es un caserío peruano ubicado en el distrito de La Arena, perteneciente a la provincia y departamento de Piura, al norte del Perú. 

## Ubicación
Pampa Chica se ubica al oeste de la provincia de Piura, en el distrito de La Arena, en el departamento de Piura.

## Demografía
En 2017 Pampa Chica tenía una población de 633 habitantes.
| Gráfica de evolución demográfica de Pampa Chica entre 1993 y 2017 |
|                                                                   |
| Fuentes: Población 1993 y 2017                                    |